# OPRL1
OPRL1 (англ. Opioid related nociceptin receptor 1) – білок, який кодується однойменним геном, розташованим у людей на короткому плечі 20-ї хромосоми. Довжина поліпептидного ланцюга білка становить 370 амінокислот, а молекулярна маса — 40 693.
| 10         |  | 20         |  | 30         |  | 40         |  | 50         |
| ---------- |  | ---------- |  | ---------- |  | ---------- |  | ---------- |
| MEPLFPAPFW |  | EVIYGSHLQG |  | NLSLLSPNHS |  | LLPPHLLLNA |  | SHGAFLPLGL |
| KVTIVGLYLA |  | VCVGGLLGNC |  | LVMYVILRHT |  | KMKTATNIYI |  | FNLALADTLV |
| LLTLPFQGTD |  | ILLGFWPFGN |  | ALCKTVIAID |  | YYNMFTSTFT |  | LTAMSVDRYV |
| AICHPIRALD |  | VRTSSKAQAV |  | NVAIWALASV |  | VGVPVAIMGS |  | AQVEDEEIEC |
| LVEIPTPQDY |  | WGPVFAICIF |  | LFSFIVPVLV |  | ISVCYSLMIR |  | RLRGVRLLSG |
| SREKDRNLRR |  | ITRLVLVVVA |  | VFVGCWTPVQ |  | VFVLAQGLGV |  | QPSSETAVAI |
| LRFCTALGYV |  | NSCLNPILYA |  | FLDENFKACF |  | RKFCCASALR |  | RDVQVSDRVR |
| SIAKDVALAC |  | KTSETVPRPA |  |            |  |            |  |            |

A: Аланін

C: Цистеїн

D: Аспарагінова кислота

E: Глутамінова кислота

F: Фенілаланін

G: Гліцин

H: Гістидин

I: Ізолейцин

K: Лізин

L: Лейцин

M: Метіонін

N: Аспарагін

P: Пролін

Q: Глутамін

R: Аргінін

S: Серин

T: Треонін

V: Валін

W: Триптофан

Кодований геном білок за функціями належить до рецепторів, g-білокспряжених рецепторів, білків внутрішньоклітинного сигналінгу, фосфопротеїнів. 
Задіяний у такому біологічному процесі, як альтернативний сплайсинг. 
Локалізований у клітинній мембрані, мембрані, цитоплазматичних везикулах.